# Attica (wieś)
Attica – wieś w Stanach Zjednoczonych, w stanie Nowy Jork, w hrabstwie Wyoming.